# Narvesen
Narvesen är en norsk kiosk- och butikskedja. Narvesen grundades 1894 av Bertrand Narvesen som en serie tidningskiosker, och är i dag en av Norges största butikskedjor. Narvesen finns nu även i Lettland och Litauen.

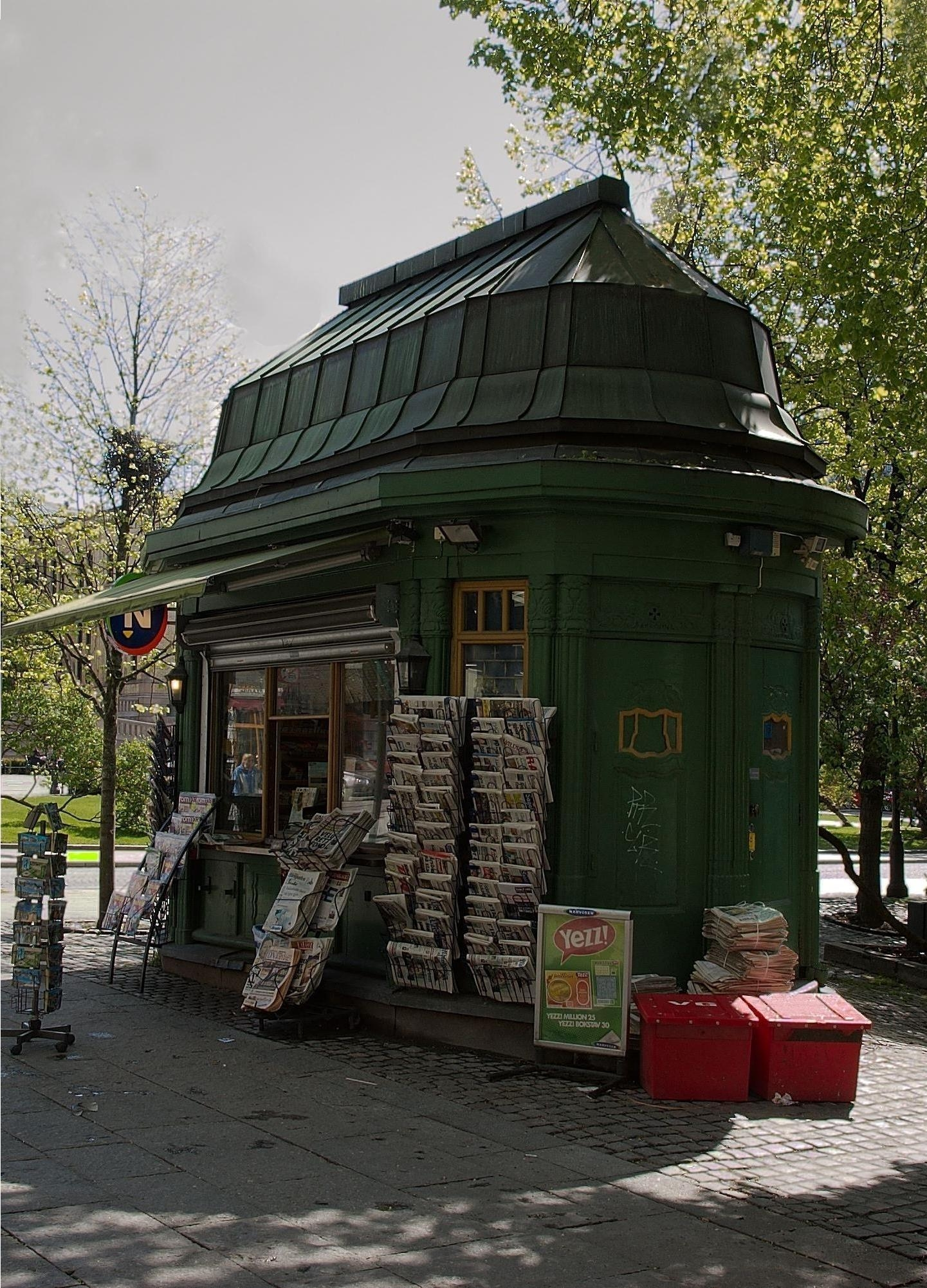
Centrumkiosken på Eidsvolls plass, Oslo

Narvesen ingår i Reitangruppen, vilken äger bland andra Pressbyrån i Sverige, 7-Eleven i Sverige, Norge och Danmark, samt R-kioski i Finland, Estland och Litauen.